# Wereldkampioenschap dammen 2004 (match)
De match om het wereldkampioenschap dammen 2004 werd van 15 november tot en met 2 december 2004 in Oefa en Izjevsk gespeeld door titelverdediger (als winnaar van het WK toernooi 2003 in Zwartsluis Aleksandr Georgiejev en (nummer 2 van dat toernooi) Aleksej Tsjizjov. 
De match ging om het winnen van de meeste partijen met een minimum van 3 partijen. 

## Partijen met regulier tempo
Van 15 tot en met 30 november (met een rustdag op 23 november) werd een match van 15 partijen met regulier tempo gespeeld. 
Daarin behaalden beide spelers een overwinning waarmee de tussenstand op 1-1 kwam. 

## Vervolg met verhoogd tempo
Omdat geen van beide spelers 3 partijen had gewonnen werd een vervolg (min of meer een barrage) gespeeld in de vorm van partijen met verhoogd tempo. 
Op 1 december werden 8 rapidpartijen gespeeld waarin geen overwinning viel. 
Op 2 december werden micromatches gespeeld waarbij de speler die als eerste de 3e overwinning behaalde (waarbij de overwinningen uit het eerdere deel van de match meetelden), de match zou winnen. 
Georgiejev won in die micromatches de 3e en 7e partij en behaalde daarmee voor de 3e keer de wereldtitel. 